# Mesochorus solidus
Mesochorus solidus là một loài tò vò trong họ Ichneumonidae.